# Ridande artilleri

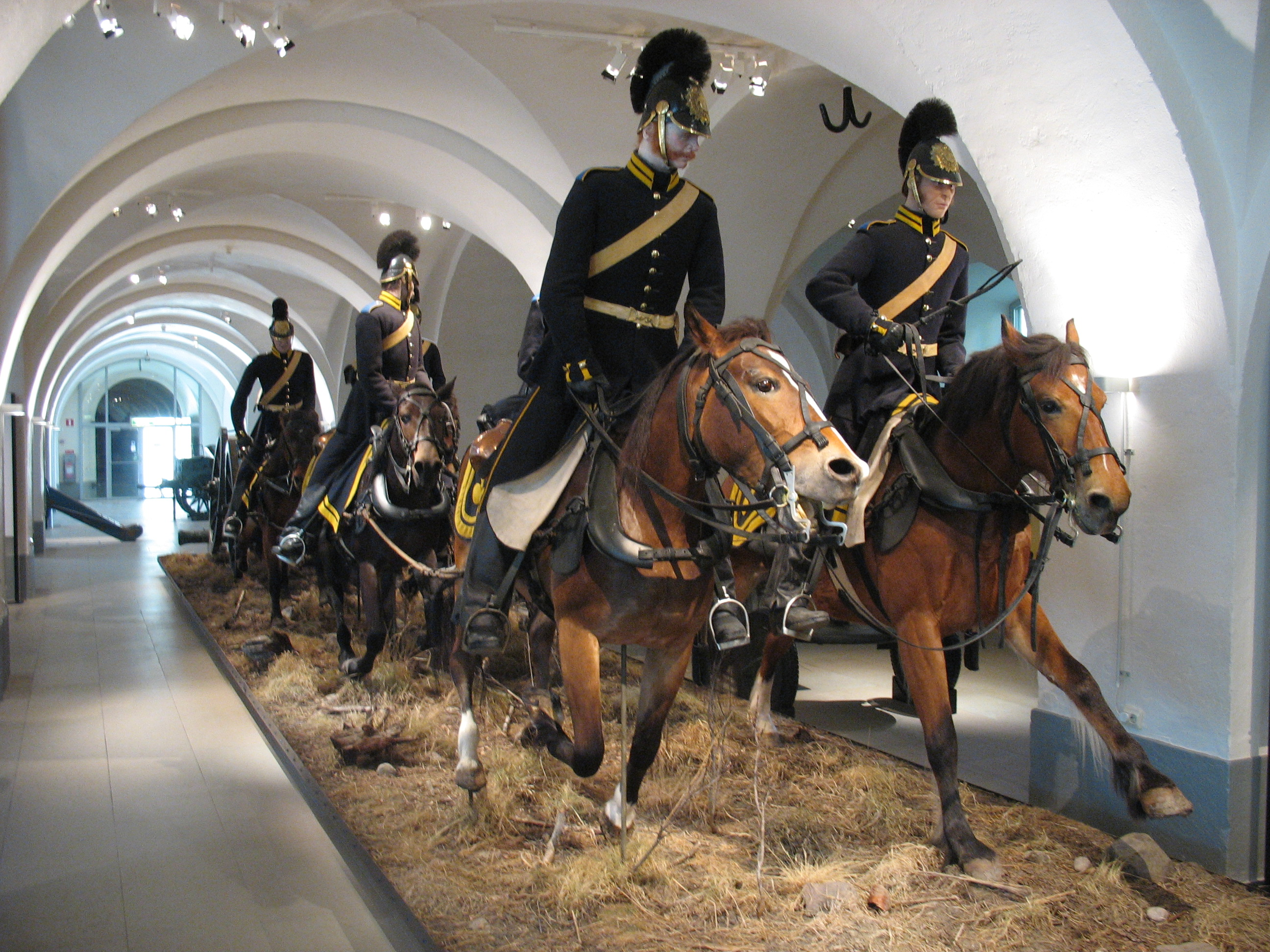
En fullskalig modell av ett sexspann ridande artillerister från Wendes ridande artilleri från 1850 med en lätt kanon i släp. Ett fullt batteri kunde ha en front på över 50 man på hästrygg. Ifall det misstogs för vanligt kavalleri kunde fienden få en obehaglig överraskning när batterierna vände, bröstade av, laddade, riktade och öppnade eld på mindre än en minut.

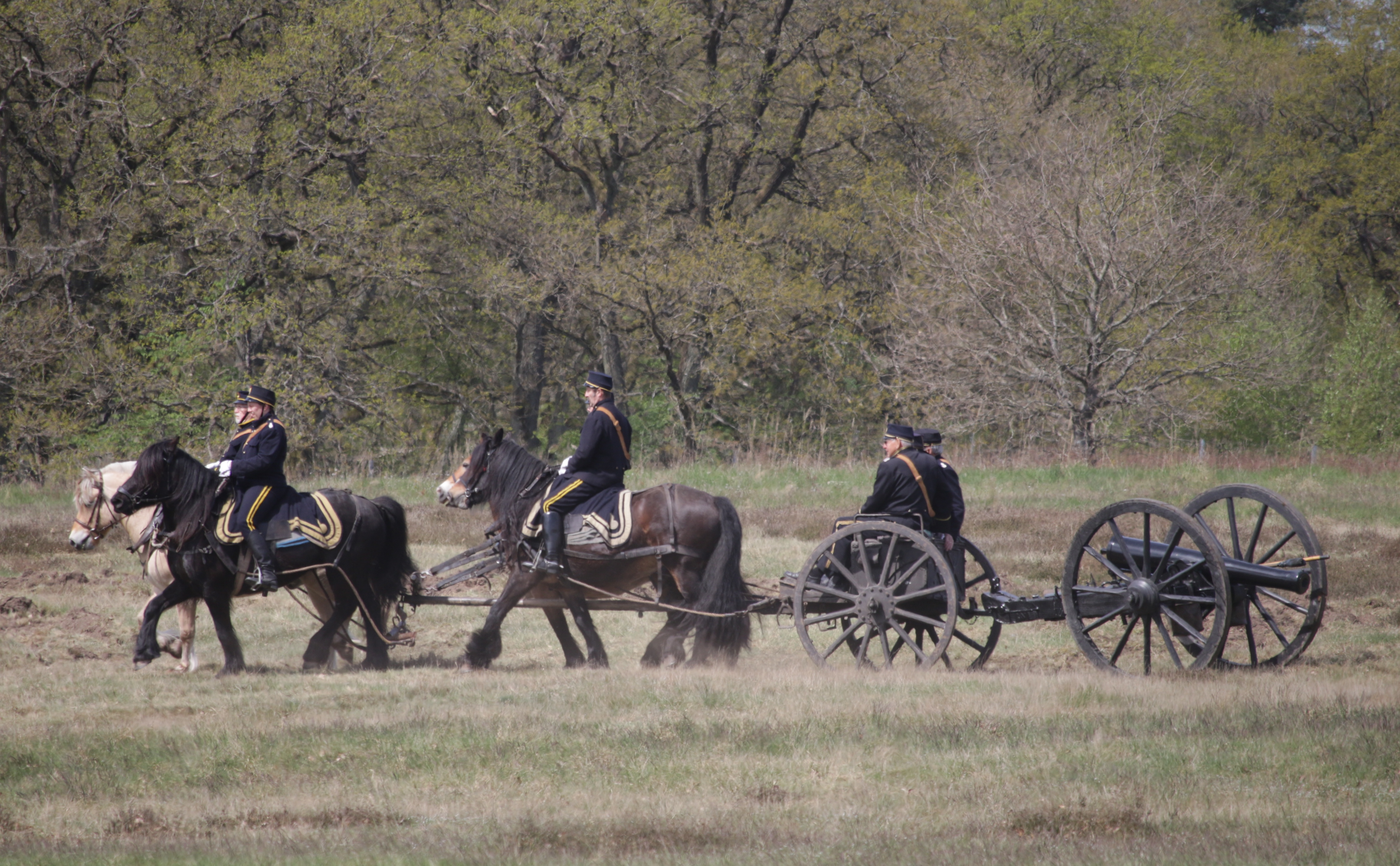
Uppvisning med ridande artilleri på Revingehed.

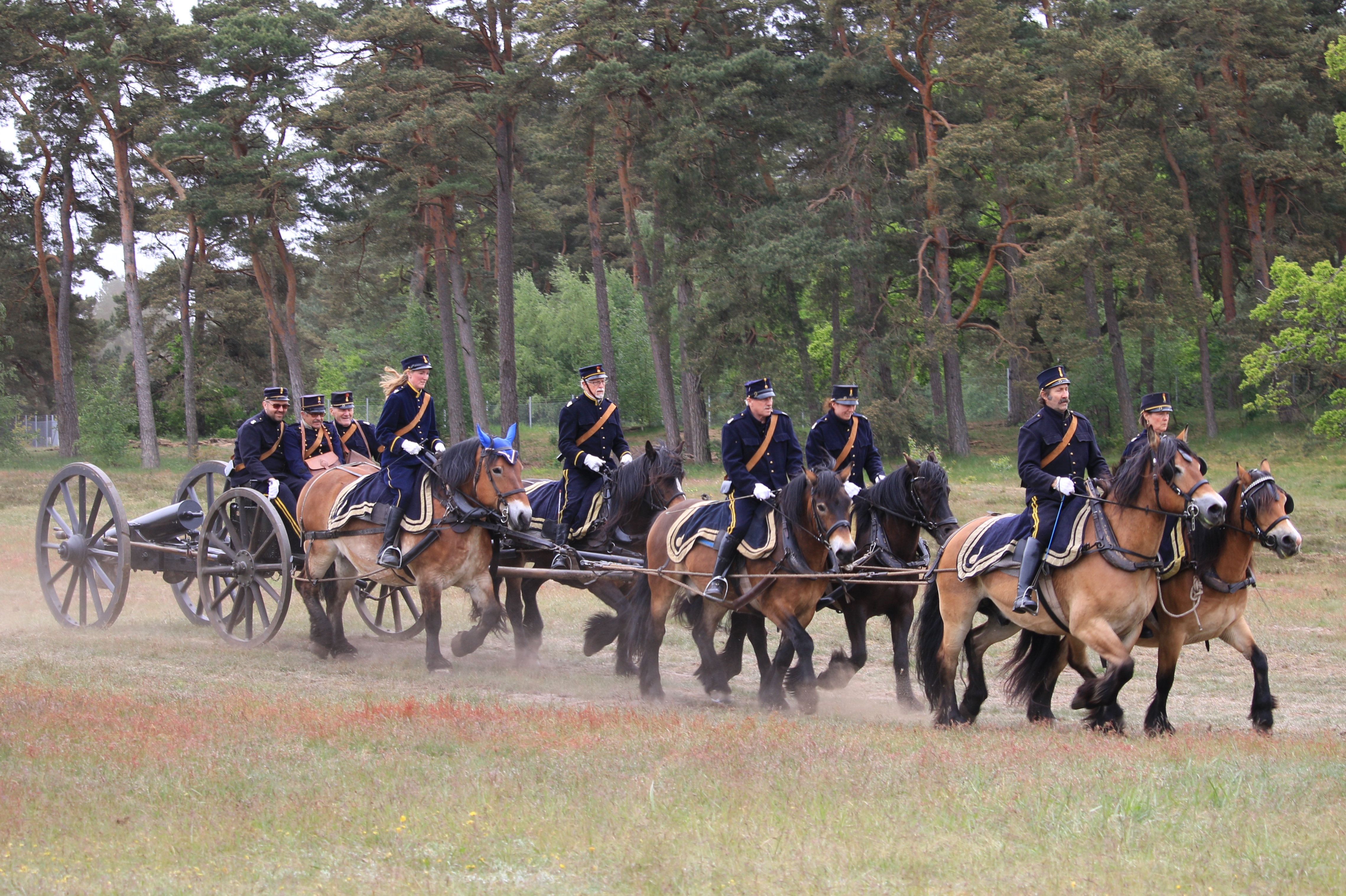
Uppvisning med ridande artilleri på Revingehed.

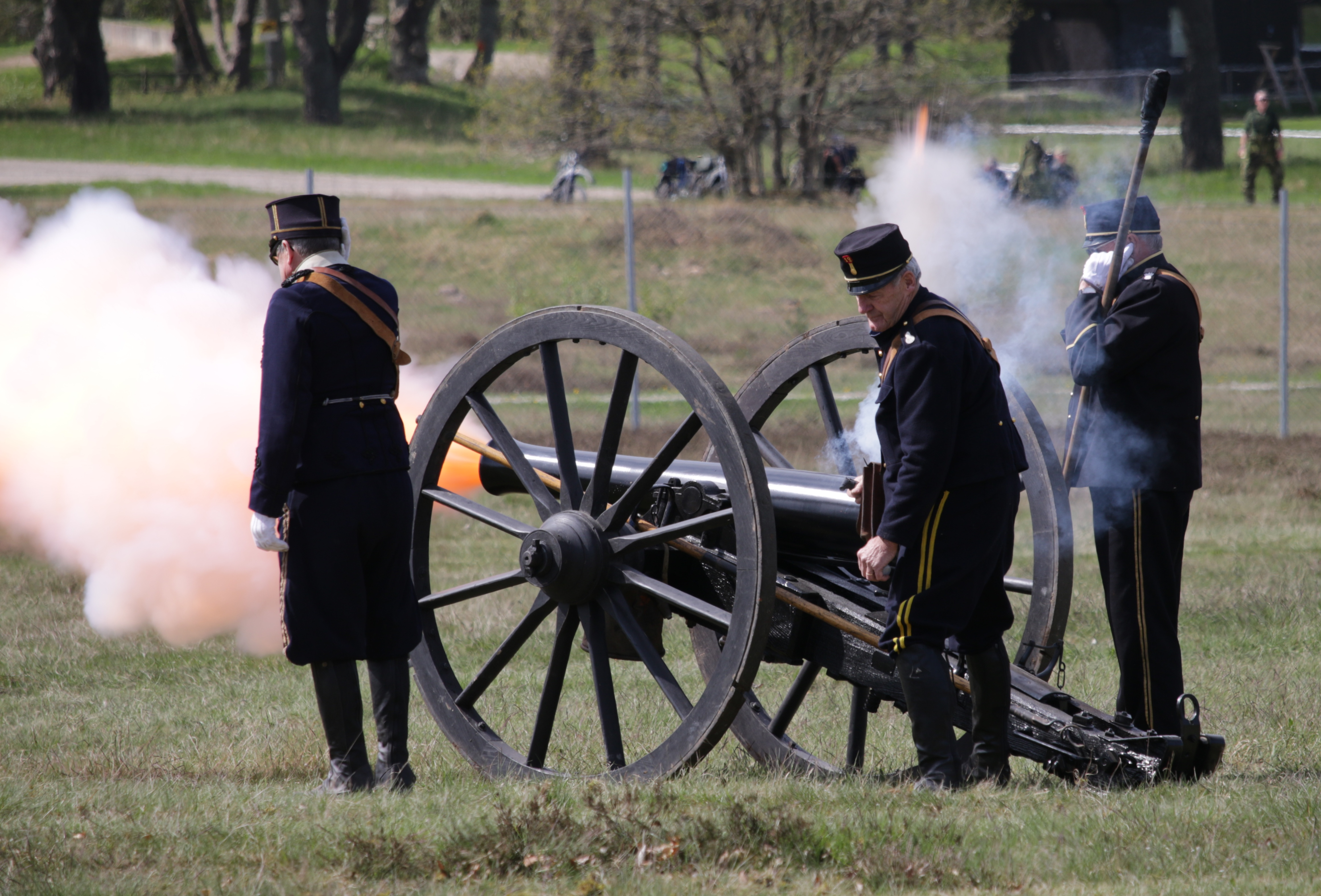
Uppvisning med ridande artilleri på Revingehed.

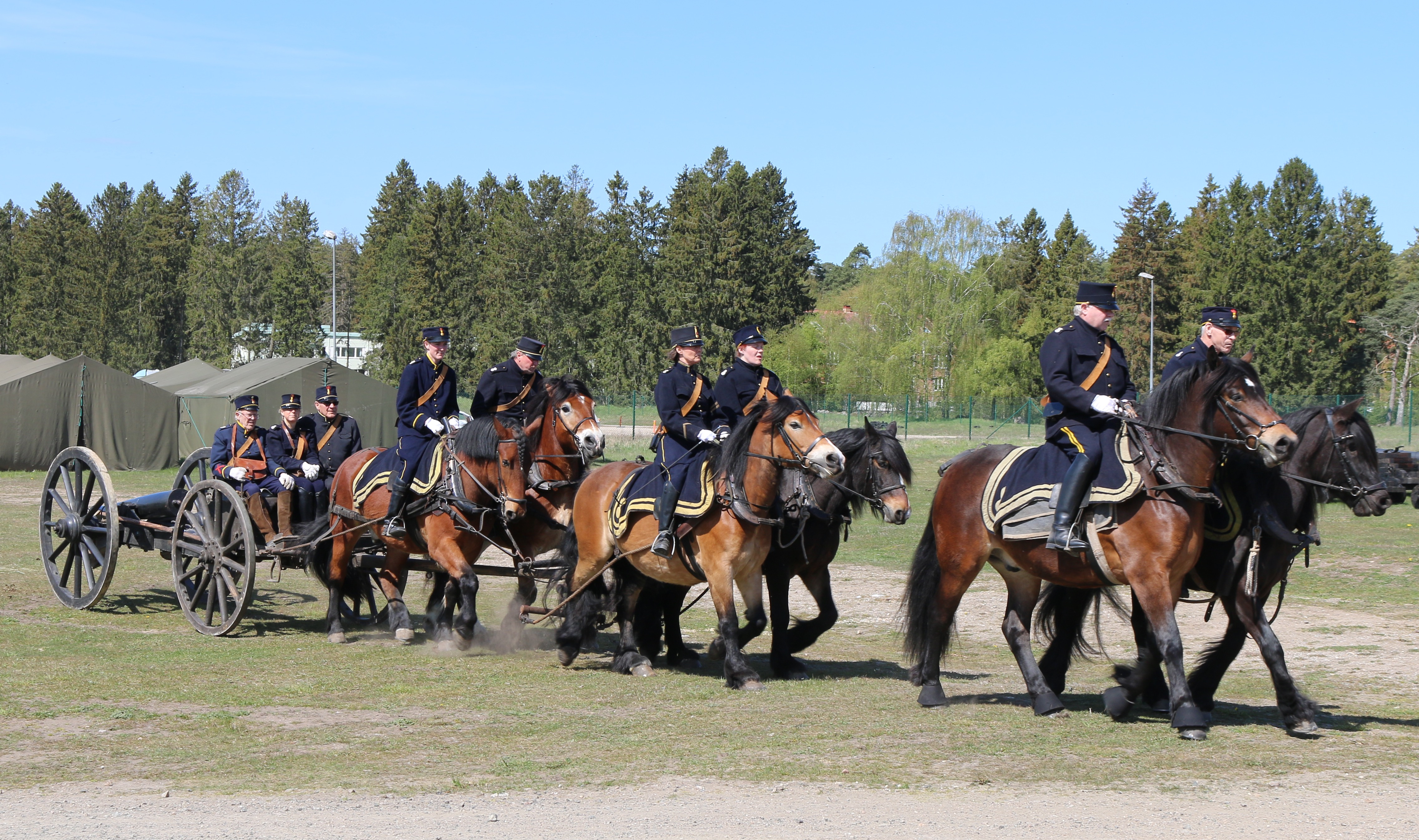
Uppvisning med ridande artilleri vid Artillerimuseet.

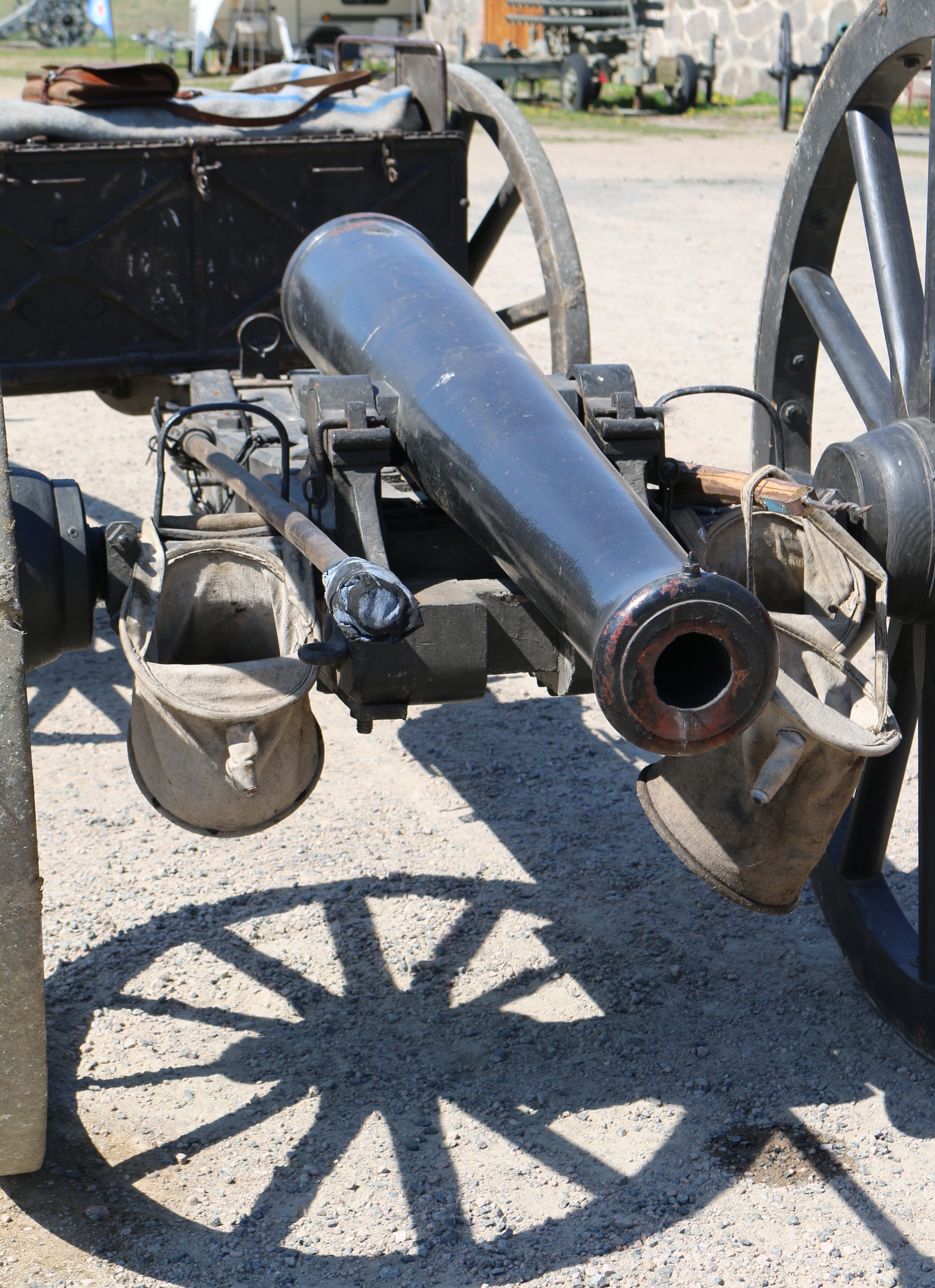
Lätt kanon m/1863 använd av Wendes ridande artilleri.

Ridande artilleri var en typ av lätt och mobilt artilleri som försåg europeiska arméer med rörligt eldunderstöd från början av 1600-talet till tidigt 1900-tal. 

## Stridsteknik
Det ridande artilleriet var en föregångare till den moderna bandkanonen och bestod av lätta kanoner och haubitsar som drogs på lätta och robusta lavetter. Besättning satt antingen till hästs eller på lavetterna i strid. När de var i position att skjuta satt de hårt drillade artilleristerna av, bröstade av (gjorde redo för eldgivning), riktade och gav snabb och koncentrerad eldgivning mot fienden. Batterierna kunde sedan lika snabbt brösta kanonerna, sitta upp och göra sig redo för att flytta till en ny position, precis som modernt självgående artilleri.

## Taktik
Ridande artilleri var mycket flexibelt och tjänade som en lättrörlig reserv som kunde understödja konventionellt kavalleri genom att störa större infanteriformationer med snabb och koncentrerad eldgivning som kavalleriet sedan kunde utnyttja för genombrytning. Dess rörlighet gjorde att batterierna kunde tysta traditionellt fotartilleri genom att helt enkelt utmanövrera det och kunde även flankera lättare fältfortifikationer. De hade också möjligheten att erbjuda täckande eld för framryckningar och reträtter av långsammare enheter. Om de anfölls av större styrkor kunde batterierna snabbt förflytta sig och undgå att bli tillfångatagna.

## Historisk utveckling
Första användningen av irreguljära enheter av ridande artilleri organiserades av Lennart Torstenson, en av Gustav II Adolfs generaler, under trettioåriga kriget för att förse kavalleriet med eldunderstöd för att tackla större infanteriformationer utan att offra dessas snabbhet och mobilitet. Gustaf II Adolf hade tidigare gjort försök med att varva infanteri med kavalleri, något som varit förhållandevis framgångsrikt eftersom kavalleriet vid den tiden inte anföll i full galopp. Andra provade nya metoder, till exempel karakollen där kavalleriet avlossar handeldvapen istället för att anfalla med blanka vapen, men dessa hade nackdelen att de saktade ner kavalleriet och var inte särskilt effektiva. Den bästa lösningen visade sig vara hybrider i form av beridet infanteri, till exempel dragoner. Även om de visade sig effektiva och mångsidiga både på häst och till fots var de fortfarande tvungna att sakta ner eller göra halt och förlorade på så sätt sin fördel av snabbheten som kavalleristenheter har.
Under tidigt 1700-tal började den ryska armén förse sina kavalleriformationer med små enheter lättare ridande artilleri, utrustade med tvåpundarkanoner och lättare trepundars handmörsare som transporterades på hästryggen. Även om de inte visade sig avgörande i sig tillfogade de förluster på preussiska trupper, något som påverkade Fredrik II av Preussen att sätta upp det första reguljära ridande artilleriet 1759. Fredrik hade snabbt insett att artilleri var det största hotet mot stora, täta infanteriformationer. Han insåg också att även små och lätta kanoner kunde demoralisera eller bryta upp enheter med fotsoldater om de kunde komma tillräckligt nära och avlossa tillräckligt intensiv spärreld. Men eftersom det vanliga artilleriet fortfarande rörde sig i samma hastighet som infanteriet var lösningen att kanonbesättningarna blev kavallerister på deltid. Genom ständig drill och hård disciplin betonade Fredrik rörlighet och snabbhet i samtliga moment. Enheten bestod av ett batteri om sex sexpundiga kanoner med 45 soldater och underofficerare och 3 officerare. Den första enheten slogs ut men sattes upp igen två gånger det året, vid slaget vid Kunersdorf och slaget vid Maxen. Trots förlusterna av kanoner och manskap hade den nya vapengrenen visat sig så framgångsrik att den återupprättades och vid början av de franska revolutionskrigen 1792 bestod det preussiska ridande artilleriet av tre kompanier med 605 man och batterier med åtta sexpundars kanoner och en sjupundars mörsare var.
Det nya vapnet fick snabbt spridning när flera europeiska arméer började organisera egna ridande artillerier. Österrike satte upp ett mindre "kavalleriartilleri" 1778, med skillnaden att merparten av besättningen åkte på madrasserade lavetter som kallades Wurst ("korvar") istället för på egna hästar. Hannover organiserade sina första ridande batterier 1786 och den hannoverske generalen Victor von Trew gjorde flera försök under 1791 där han visade hur snabbt och effektivt en ridande besättning kunde verka. Vid den tiden hade den danska armén satt upp egna ridande artilleriförband och 1792 fick Sverige sina första reguljära enheter, tätt följt av Storbritannien 1793 och Ryssland 1794. Den största och troligen mest effektiva styrkan av ridande artilleri var dock den som tillhörde den franska revolutionära armén, som satte upp sina första batterier 1792. De franska enheterna var särskilt vältränade och disciplinerade eftersom de nya enheterna blev mycket populära. Armén kunde därför välja och vraka bland en uppsjö av rekryter och 1795 hade styrkan växt till hela åtta regementen med sex sexkanoners batterier vardera, den största styrkan av ridande artilleri som någonsin organiserats.
Den franske artilleristen Jean Baptiste de Gribeauval hade varit del av en militär delegation till Preussen och slagits mot Fredrik den stores styrkor i sjuårskriget. Efter kriget gjorde han en mängd tekniska förbättringar på franska kanoner som gjorde dem lättare, snabbare och enklare att rikta, något som visade sig vara en stor tillgång för det ridande artilleriet. Senare bidrog den brittiske arméofficeraren Henry Shrapnel med sin uppfinningar i form av nya typer av spränggranater. Tack vare dessa uppfinningar blev enheterna både snabbare och betydligt dödligare. Under napoleonkrigen användes ridande artilleri i alla större avgörande slag och fälttåg. Under det mexikanska kriget 1846-1848 spelade ridande artilleri, eller "flygande artilleri", en viktig roll i den amerikanska armé i flera avgörande slag. Enheter av ridande artilleri stred även i amerikanska inbördeskriget på 1860-talet och i andra boerkriget 1889-1902.
Det ridande artilleriet, tillsammans med kavalleriet, blev i början av 1900-talet förlegat när att eldkraften från handeldvapen och fotartilleri ökade dramatiskt. Det användes och utvecklades i viss del under det förra århundradet och användes i strid under mellankrigstiden, men ersattes av stridsvagnar och bandkanoner. Men liksom kavalleriet behöll många artillerienheter sina gamla namn, som till exempel Royal Horse Artillery. Bland de sista genuina ridande artillerienheterna var det svenska Wendes ridande artilleri som avvecklades 1927. En typ av ridande artilleri som kallades tatjanka, beväpnade med tunga kulsprutor i stället för kanoner, användes i Polen och Ryssland under första världskriget, ryska inbördeskriget och den tyska invasionen av Polen i början av andra världskriget. Även den tyska armén använde i viss utsträckning tatjankor som mobilt luftvärn under återstoden av kriget.

## Ridande artilleriet i Sverige
-Det ridande artilleriet sattes upp av Carl von Cardell 1792-1793. Det svenska ridande artilleriet tillhörde Wendes artilleriregemente innan det officiellt var avvecklat 1927 och övergick till åkande.